# 보은 속리산사실기비
보은 속리산사실기비(報恩 俗離山事實記碑)는 충청북도 보은군, 법주사 수정교 앞에 놓여 있는 조선시대의 비석이다. 1989년 12월 8일 충청북도의 유형문화재 제167호로 지정되었다.

## 개요
법주사 수정교 앞에 놓여 있는 비이다.
조선 현종 7년(1666)에 세운 것으로, 비문은 당시 명망이 높았던 우암 송시열이 짓고, 동춘당 송준길이 글씨를 썼다. 비문의 내용은 속리산 수정봉 위에 있는 거북바위에 얽힌 이야기에 관한 것으로, 불교와 유교의 관계가 잘 드러나 있다.

## 현지 안내문
이 비는 1666냔(현종 7)에 세운 것으로 비석의 규모는 높이 163cm, 너비 65cm이며 비문은 우암 송시열이 짓고, 동춘당 송준길이 쓴 것이다.
비문의 내용은 속리산의 내력을 기록한 것으로서 속리산이 명산임과 세조가 이곳에 행차한 사실 등을 적고 있다. 특히 수정봉 위에 있는 거북바위의 내력을 쓰고 있는데 내용은 당나라 태종이 세수를 하려는데 세숫돌에 큰 거불 그림자가 비쳤다. 이상히 여긴 태종이 유명한 도사를 불러 물으니 도사가 대답하되 동국 명산에 큰 거불이의 형상이 당나라를 향하고 있어 많은 당나라 재물을 동국으로 들어가게 하고 있으니 거불 모습의 물형을 없애라 하였다. 사람을 파견하여 곳곳을 찾다가 마침내 속리산 수정봉에 있는 돌거북을 발견하고 그 목을 자르고 돌거북 등 위에 10층 석탑을 쌓아 거북의 정기를 눌렀다.

## 참고 자료
- 보은 속리산사실기비 - 국가유산청 국가유산포털